# Droga krajowa nr 200 (Kostaryka)
Droga krajowa nr 200 (hiszp. Ruta Nacional Secundaria 200/Ruta 200) – jedna z dróg krajowych w Kostaryce. Znajduje się ona w prowincji San José.

## Opis
W prowincji San José droga krajowa nr 200 przebiega przez kanton Goicoechea (przez dystrykt Guadalupe), oraz przez kanton Moravia (przez dystrykt San Vicente).